# Campodorus alaskensis
Campodorus alaskensis är en stekelart som först beskrevs av William Harris Ashmead 1902.  Campodorus alaskensis ingår i släktet Campodorus och familjen brokparasitsteklar. Inga underarter finns listade.